# Felix Boehmer
Felix Boehmer (* 5. September 1851 in Stettin; † 16. November 1920 in Stargard in Pommern) war ein deutscher Jurist und Mitglied des Preußischen Abgeordnetenhauses.

## Leben
Felix Boehmer studierte nach dem Abitur Rechtswissenschaften. Er begann im Sommersemester 1870 in Heidelberg und wurde dort Mitglied der Burschenschaft Frankonia. Ein Semester später wechselte er an die Universität Göttingen (dort trat er der Burschenschaft Hannovera bei) und schloss anschließend sein Studium in Berlin ab. Nach der üblichen weiteren Juristenausbildung war er als Gerichtsassessor im Bezirk des Oberlandesgerichts Stettin tätig. 1892 wurde er zum Amtsgerichtsrat in Wollin ernannt. Unter Ernennung zum Landgerichtsdirektor erfolgte später die Versetzung an das Landgericht Stargard (Pommern); dort war er auch Vertreter des Landgerichtspräsidenten. Er war Leutnant der Landwehrkavallerie.
Bei einer Nachwahl 1907 für das Preußische Abgeordnetenhaus im Wahlkreis Stettin 4 (Pyritz, Saatzig, Stargard in Pommern) setzte er sich durch und behielt als Angehöriger der Konservativen Partei dieses Mandat bis 1913.
Felix Boehmer verfasste Schriften zur pommerschen Geschichte, darunter einige bedeutende Stadtchroniken.
Sein Sohn Gustav Boehmer (1881–1969) wurde ebenfalls Jurist und wirkte zuletzt als Hochschullehrer in Freiburg.

## Veröffentlichungen
- Beiträge zur Geschichte meines Geschlechts. Verlag Dr. v. H. Susenbeth, 1896, urn:nbn:de:hbz:061:1-478636.
- Geschichte der Stadt Rügenwalde bis zur Aufhebung der alten Stadtverfassung 1720. Stettin 1900.
- Geschichte der Stadt Stargard in Pommern. Stargard 1903/1904.
  - Band 1: Geschichte der Stadt im Mittelalter – mit Karten, Stadtplänen und Abbildungen von städtischen Wehrbauten, kirchlichen Bauten, des Rathhauses, des Stadtsiegels und städtischer Münzen. F. Hendess, Stargard in Pommern 1903, urn:nbn:de:gbv:9-g-4900332.
  - Band 2: Geschichte der Stadt im 16. und 17. Jahrhundert. F. Hendess, Stargard in Pommern 1904, urn:nbn:de:gbv:9-g-5273881.
- Protokolle des Stargarder geistlichen Gerichts aus der Reformationszeit. F. Hendess, Stargard in Pommern 1917.